# Torild Skogsholm
Torild Skogsholm, född 18 oktober 1959 i Bodø, Nordland, Norge, är en norsk politiker (V). Skogholm är utbildad socialekonom med 90 högskolepoäng i spanska från Universitetet i Oslo och 60 poäng i kristendom från Menighetsfakultetet.
Torild Skogsholm var direktör för kundavdelningen i telekomföretaget NetCom från 1999 till 2001. Från 19 oktober 2001 till 17 oktober 2005 var hon statsråd och transportminister i Regeringen Bondevik II.
Skogsholm har varit vice ordförande för Venstres avdelning i Oslo, organisationssekreterare i Norges Unge Venstre, förbundsstyrelsemedlem i Norges Unge Venstre och ordförande för Venstrekvinnelaget.
Åren 2006–2011 var Skogsholm VD för Oslotrikken (nuvarande Sporveien Trikken) som driftar spårvägstrafiken i Oslo.
2005 blev Skogsholm utnämnd till graden "Kommendör" av Sankt Olavs Orden.